# Dekapitator
Dekapitator ist eine US-amerikanische Thrash-Metal-Band aus San José, Kalifornien, die im Jahr 1996 gegründet wurde.

## Geschichte
Die Band wurde im Jahr 1996 von Gitarrist und Sänger Matt "Hellfiend" Harvey, Bassist Dan Bulldoze und Schlagzeuger Andy Maniac gegründet. Im Winter 1996/1997 nahm die Gruppe eine Split-Veröffentlichung zusammen mit NunSlaughter auf und spielte Auftritte zusammen mit Bands wie Dark Funeral und Slough Feg. Außerdem trat die Band auch auf dem San Bernardino Metalfest auf, auf dem auch Bands wie The Haunted und The Ravenous spielten. Im Jahr 1999 nahm die Band ihr Debütalbum We Will Destroy… You Will Obey!!! mit Produzent James Murphy auf. Kurz darauf kam Wes Blackwulf als zweiter Gitarrist zur Besetzung, der später durch Brad Attitude ersetzt werden sollte. Attitude verließ die Band auch wieder, sodass die Band wieder zu dritt war. Es folgten Auftritte in der San Francisco Bay Area, zusammen mit Bands wie Exodus und Thor. Als neuer Gitarrist kam später D. Attacker hinzu. Die Band begann mit dem Schreiben von neuem Material und hielt weiter Konzerte ab. Im Jahr 2007 stellte die Band das Album The Storm Before the Calm fertig und fügte danach Jason "Hacksaw" als zweiten Gitarristen hinzu. Die Gruppe veröffentlichte das Album bei Relapse Records.

## Stil
Die Band spielt klassischen Thrash Metal, wobei die Musik besonders an die frühen Werke von Exodus erinnert. Matt Harvey beschreibt die Musik als eine Mischung aus deutschem und Bay Area Thrash Metal, wobei der das Album Bonded by Blood von Exodus als seinen Haupteinfluss angibt. Er selbst bezeichnet die Musik der Band als "Headsplitting Metal". Strukturell orientieren sich die Lieder meist am klassischen Heavy Metal.

## Diskografie
- 1998: Dekapitator / Nunslaughter (Split mit NunSlaughter, Midnight Records)
- 1999: We Will Destroy… You Will Obey!!! (Album, Blackmetal.com Records)
- 2007: The Storm Before the Calm (Album, Relapse Records)